# La collina degli stivali
La collina degli stivali è un film del 1969 diretto da Giuseppe Colizzi.
Terzo ed ultimo film della trilogia western con protagonista il duo Bud Spencer e Terence Hill. I precedenti due capitoli sono Dio perdona... io no! (1967) e I quattro dell'Ave Maria (1968).
Con questo film si chiude il capitolo spaghetti-western della coppia formata da Bud Spencer e Terence Hill, che poi per opera di E.B. Clucher si rincontreranno quasi fortuitamente un anno dopo per fare coppia nel genere western commedia con la serie di Trinità, per proseguire insieme di successo in successo con film come ...altrimenti ci arrabbiamo! (1974) o I due superpiedi quasi piatti (1977).

## Trama
Cat viene braccato a notte fonda da un gruppo di banditi, uno dei quali, Finch, riesce a ferirlo a un braccio. Con un trucco l'inseguito riesce a sfuggire alla caccia e lascia il paese in cui si trova nascosto a bordo del carro di un circo itinerante, gestito dal brontolone Mamy. I pistoleri lo cercano senza tregua e, durante uno spettacolo, uno di loro causa volontariamente un incidente che provoca la morte di un giovane acrobata nero. Thomas, ex pistolero divenuto trapezista, aiuta Cat a riprendersi e parte insieme a lui per inseguire la sua vendetta.
Raggiunta una baracca vicino a un corso d'acqua, i due incontrano Hutch e con lui Babydoll, aiutante sordomuto. Hutch non ha alcuna intenzione di seguire il suo vecchio amico in un'altra avventura, ma cambia idea a sentire il nome di Sharp, un loro vecchio amico che, grazie a un'idea di Cat, ha nominato entrambi possessori dei suoi diritti sulla concessione da cercatore d'oro. Finch, spedito in prigione ai lavori forzati da Hutch anni prima, ma evaso, con una trentina di manigoldi sta facendo incetta di concessioni per conto di un faccendiere e per questo Cat è stato inseguito e ferito all'inizio della vicenda.
I quattro raggiungono il paese vicino alle concessioni contese dove il giudice Boone, sindaco di contea, si sta occupando dei rinnovi annuali. La compagnia mineraria gestita da Honey Fisher, complice di Finch, conquista sempre più possedimenti, anche se alcuni cercatori, come gli irlandesi McGavin, si oppongono e sono costretti a vivere asserragliati in un rifugio, incalzati dai pistoleri che cercano di farli fuori e li tengono bloccati e impossibilitati a denunciare la situazione come vorrebbero.
Cat e Hutch, grazie a un circense nano, riescono a far avere un messaggio al giudice, che diviene loro alleato per smascherare la frode. Viene organizzato uno spettacolo circense particolare, in cui si racconta proprio la storia delle vessazioni per ottenere le concessioni, e alla fine si scatena uno scontro notturno all'ultimo sangue che, tra pistolettate e scazzottate, viene vinto dai cercatori e dai loro alleati. L'ultima vittima dei criminali è Mamy, ucciso a tradimento da Fisher che poi, però, non prova a sparare anche a Cat, preferendo essere arrestato e probabilmente impiccato piuttosto che ucciso da una pallottola. Cat e Hutch possono, così, cavalcare verso il tramonto e altre avventure.

Bud Spencer
Lionel Stander
Victor Buono

## Produzione

### Cast
Alcuni interpreti compaiono con degli pseudonimi: Eduardo Ciannelli è accreditato come Edward Ciannelli, George Eastman come Luca Montefiori, e Nazzareno Zamperla come Neno Zamperla. Woody Strode ricevette 75.000 dollari per dieci settimane di riprese, un compenso molto elevato rispetto a quello di mille dollari a settimana ottenuto solo due anni prima per la sua interpretazione nel film I professionisti.

### Riprese
Le riprese avvennero in Spagna nella città di Almería. Le scene interne vennero realizzate invece a Roma presso i Dino De Laurentiis Cinematografica Studios e gli studi della Elios Film.

## Distribuzione

### Date di uscita
- Italia: 20 dicembre 1969
- Francia: 7 agosto 1970
- Germania Ovest: 28 agosto 1970 (Als Zwei hau'n auf den Putz)
- Turchia: 18 ottobre 1971
- Finlandia: 24 marzo 1972 (Tre järnhårda killar)
- Repubblica Democratica Tedesca: 22 luglio 1983 (Als Hügel der Stiefel)
- Ungheria: 25 marzo 1990

## Accoglienza

### Incassi
Il film si è classificato al 9º posto tra i primi 100 film di maggior incasso della stagione cinematografica italiana 1969-1970.